# IC 1189
IC 1189 ist eine aktive linsenförmige Galaxie mit hoher Sternentstehungsrate vom Hubble-Typ SB0/a R im Sternbild Herkules am Nordsternhimmel. Sie ist schätzungsweise 532 Millionen Lichtjahre von der Milchstraße entfernt und hat einen Durchmesser von etwa 145.000 Lichtjahren. Die Galaxie gilt als Mitglied des Herkules-Haufens.
Im selben Himmelsareal befinden sich u. a. die Galaxien NGC 6053, NGC 6061, IC 1190, IC 1191.
Das Objekt wurde am 7. Juni 1888 vom US-amerikanischen Astronomen Lewis Swift entdeckt.